# Euphaedra (Gausapia) melpomene
Euphaedra (Gausapia) melpomene es una especie de  Lepidoptera, de la familia Nymphalidae,  subfamilia Limenitidinae, tribu Adoliadini, pertenece al género Euphaedra, subgénero (Gausapia).

## Subespecies
- Euphaedra (Gausapia) melpomene melpomene
- Euphaedra (Gausapia) melopomene aubergeriana (Hecq, 1981)

## Localización
Esta especie y subespecie de Lepidoptera, se encuentran distribuidas en Liberia, Guinea, Sierra Leona, Costa de Marfil, en África.